# Aztecanthidium cuauhtemocum
Aztecanthidium cuauhtemocum är en biart som beskrevs av michener, Ordway och > 1964. Aztecanthidium cuauhtemocum ingår i släktet Aztecanthidium och familjen buksamlarbin. Inga underarter finns listade i Catalogue of Life.